# Mac OS X Snow Leopard
Mac OS X Snow Leopard, deutsch Schneeleopard, Versionsnummer 10.6, ist die siebte Hauptversion von macOS, dem Desktop-Betriebssystem und als Mac OS X Server 10.6 die letzte eigenständige Version des Server-Betriebssystems von Apple, das seinerzeit unter dem Namen Mac OS X eingeführt wurde. Es folgte auf Mac OS X Leopard und war seit dem 28. August 2009 verfügbar. Diese Ausgabe beinhaltet in erster Linie Verbesserungen der bestehenden Technik, zahlreiche Detailänderungen in den Arbeitsabläufen und Änderungen an der grafischen Benutzeroberfläche. Ein Upgrade von der Vorversion kostete in Deutschland 29 € (entspricht inflationsbereinigt 2025 rund 40 €), allerdings ist mit dieser Version ein Apple-Rechner mit Intel-Prozessor Voraussetzung, zur Unterscheidung damals Intel-Mac genannt – ältere Macs mit PowerPC-Prozessor, wie sie bis 2006 verkauft wurden, werden nicht mehr unterstützt. Die Server-Variante kostete in der Version für eine unlimitierte Anzahl an Clients 499 € (entspricht 2025 ≈ 683 €).
Snow Leopard ist die letzte Version von macOS, die über eine transparente Emulation, genannt Rosetta, auf Intel-Macs auch PowerPC-Applikationen ausführen kann.
Die letzte Aktualisierung ist Version 10.6.8v1.1 vom 25. Juli 2011. Die nächste Hauptversion Mac OS X Lion, Versionsnummer 10.7 und bereits vermarktet als OS X (ohne das „Mac“ im Namen), wurde am 20. Juli 2011 veröffentlicht.

## Neuerungen
Neben Verbesserungen der Leistung, Effizienz und Stabilität des Systems bietet Snow Leopard u. a. folgende neue Funktionen:
- Unterstützung von Microsoft Exchange Server 2007 in Mail, Adressbuch und iCal.
- 6 GB weniger Speicherverbrauch auf der Festplatte und geringerer Arbeitsspeicherbedarf.[5]
- Unterstützung von bis zu 16 Exabyte Arbeitsspeicher bei Verwendung des 64-Bit-Kernels[6] (bzw. wie schon bisher bis zu 32 Gigabyte mit dem 32-Bit-Kernel)
- Grand Central Dispatch ermöglicht die effiziente Nutzung von Mehrkernprozessoren, indem die Threads bei Aktivität vom Betriebssystem selbst auf die Kerne aufgeteilt und bei Inaktivität wieder freigegeben werden. Der Programmierer kann Tasks in seinen Applikationen so besser parallelisieren lassen.
- QuickTime X ist ein neuer QuickTime Player. Er wurde auf Basis von neuen APIs neu entwickelt und bietet jetzt breitere Formatunterstützung, bessere Leistung und eine neue Oberfläche, die den Inhalt in den Vordergrund stellt. Das alte Quicktime 7 mit erweiterten Bearbeitungsfunktionen ist noch auf der Installations-DVD enthalten, wird aber nicht automatisch Installiert.
- Open Computing Language (OpenCL) erleichtert Entwicklern die Nutzung des Grafikprozessors. Neuere Grafikprozessoren (GPUs) bieten oft mehrere Tera-FLOPS (Floating Point Operations Per Second, Gleitkommaoperationen pro Sekunde) und teilweise auch eine größere Genauigkeit als CPUs. Der Grafikprozessor ist meist unausgelastet, während die CPU die volle Last zu tragen hat. Mit OpenCL können rechenintensive Operationen auf die GPU umgelegt werden.
- Fast alle Programme laufen jetzt im 64‑Bit-Modus. Die Umstellung hatte Apple schon bei Mac OS X Panther (10.3, 2003) begonnen und fast vollständig abgeschlossen.[7] Lediglich iTunes basiert noch auf Carbon statt Cocoa und ist demnach eine reine 32‑Bit-Anwendung.
- Der Finder wurde auf Basis von Cocoa (objektorientiert, in Objective-C) komplett neu geschrieben.[8] Unter anderem wurde die Suchfunktion erneuert und ein Regler für die Icon- und Vorschaugröße der angezeigten Dateien in jedem Fenster hinzugefügt.
- Präfixe bei Byte-Angaben werden in ihrer dezimalen Bedeutung verwendet, wenn sie sich auf Datei- oder Dauerspeichermediengrößen beziehen. So steht eine angezeigte Dateigröße von 1 MB für 1.000.000 Bytes.[9]
- Mail 4
- Die in Mac OS X enthaltenen Schriften werden bis auf wenige Ausnahmen in den Formaten TTF, TTC und OTF anstelle von DFONT bereitgestellt.
- Es gibt eine systemweite Textbearbeitung. Diese bietet beispielsweise die Möglichkeit einer automatischen Rechtschreibkorrektur während des Schreibens, automatische Typographiekorrekturen (z. B. von Anführungszeichen „smart quotes“ und Gedankenstrichen „smart dashes“) sowie das automatische Erkennen von Datums- und Zeitangaben „smart dates“.[10]

## Systemvoraussetzungen
Apple gibt für Snow Leopard folgende Voraussetzungen an, damit alle Anwendungen funktionieren:
- Mac mit Intel-Prozessor (Prozessoren der Yonah-Generation, etwa Core Solo/Duo, fehlt Intel 64 – sie laufen daher nur im 32-Bit-Betrieb)
- 1 GB RAM
- 5 GB freier Festplattenspeicher (intern oder extern)
- DVD-Laufwerk (nur bei der Installation, intern oder extern)
- Einige Anwendungen benötigen einen Internetanschluss
- Einige Anwendungen benötigen MobileMe

### Installation und Upgrade
Beim MacBook Air ist das DVD-Laufwerk keine Systemvoraussetzung, da für die Installation auch das DVD-Laufwerk eines anderen Macs (Remote Disk) bzw. bei den Modellen der dritten Hardwaregeneration (MacBookAir3,1, ab Oktober 2010) der beiliegende USB-Stick genutzt werden kann.
Von Snow Leopard gibt es zumindest zwei Developer-Preview-Versionen für Entwickler, die noch auf PowerPC-basierten Macs liefen: Build 10A96, verteilt auf der WWDC im Juni 2008, und Build 10A190 vom Oktober 2008. Dennoch war bereits im Juni 2008 durchgedrungen, dass Apple die PowerPC-Architektur nicht weiter unterstützen würde. Ein offizielles Upgrade von einer früheren Version von Mac OS X auf Snow Leopard ist daher auf Macs mit PowerPC-Prozessor ausgeschlossen.

## Versionsgeschichte
| Version     | Build  | Darwin | Erscheinungsdatum  | Anmerkung                                                                                              |
| ----------- | ------ | ------ | ------------------ | --- |
| 10.6        | 10A432 | 10.0   | 28. August 2009    | Erste veröffentlichte Version                                                                          |
| 10.6.1      | 10B504 | 10.1   | 10. September 2009 | Fehlerbehebungen, Aktualisierung des Flash-Players                                                     |
| 10.6.2      | 10C540 | 10.2   | 9. November 2009   | Fehlerbehebungen, es werden u. a. Probleme mit dem Gastkonto, der Schriftverwaltung und Safari behoben |
| 10.6.3      | 10D573 | 10.3   | 29. März 2010      | Fehlerbehebungen                                                                                       |
| 10.6.3 v1.1 | 10D578 | 10.3   | 12. April 2010     | Fehlerbehebungen                                                                                       |
| 10.6.4      | 10F569 | 10.4   | 15. Juni 2010      | Fehlerbehebungen                                                                                       |
| 10.6.5      | 10H574 | 10.5   | 10. November 2010  | Fehlerbehebungen                                                                                       |
| 10.6.6      | 10J567 | 10.6   | 6. Januar 2011     | Fehlerbehebungen, Sicherheitsupdates, Einführung des Mac App Store                                     |
| 10.6.7      | 10J869 | 10.7   | 21. März 2011      | Fehlerbehebungen, Safari 5.0.4                                                                         |
| 10.6.8      | 10K540 | 10.8   | 23. Juni 2011      | Fehlerbehebungen, Verbesserungen des Mac App Store                                                     |
| 10.6.8 v1.1 | 10K549 | 10.8   | 25. Juli 2011      | Fehlerbehebungen                                                                                       |

## OpenGL
Zum Zeitpunkt der ersten Developer Preview war OpenGL 2.1 spezifiziert. OpenGL 3.0 wurde etwa ein Jahr vor dem Erscheinen von Snow Leopard veröffentlicht und wurde trotz mehrerer Systemaktualisierungen nur zu 91 % implementiert.